# Музейно-выставочный комплекс имени И. С. Шемановского
Ямало-Ненецкий окружной музейно-выставочный комплекс имени И. С. Шемановского — музейно-выставочный комплекс в Салехарде, первый музей Ямала. Крупнейший музей на территории ЯНАО. До 2002 года являлся краеведческим музеем. Имеет постоянные археологические, палеонтологические и этнографические экспозиции, а также выставочные помещения.
Носит имя своего основателя — Ивана Семёновича Шемановского (игумена Иринарха).
Официальное название — Государственное бюджетное учреждение Ямало-Ненецкого автономного округа «Ямало-Ненецкий окружной музейно-выставочный комплекс имени И. С. Шемановского».

## История музея

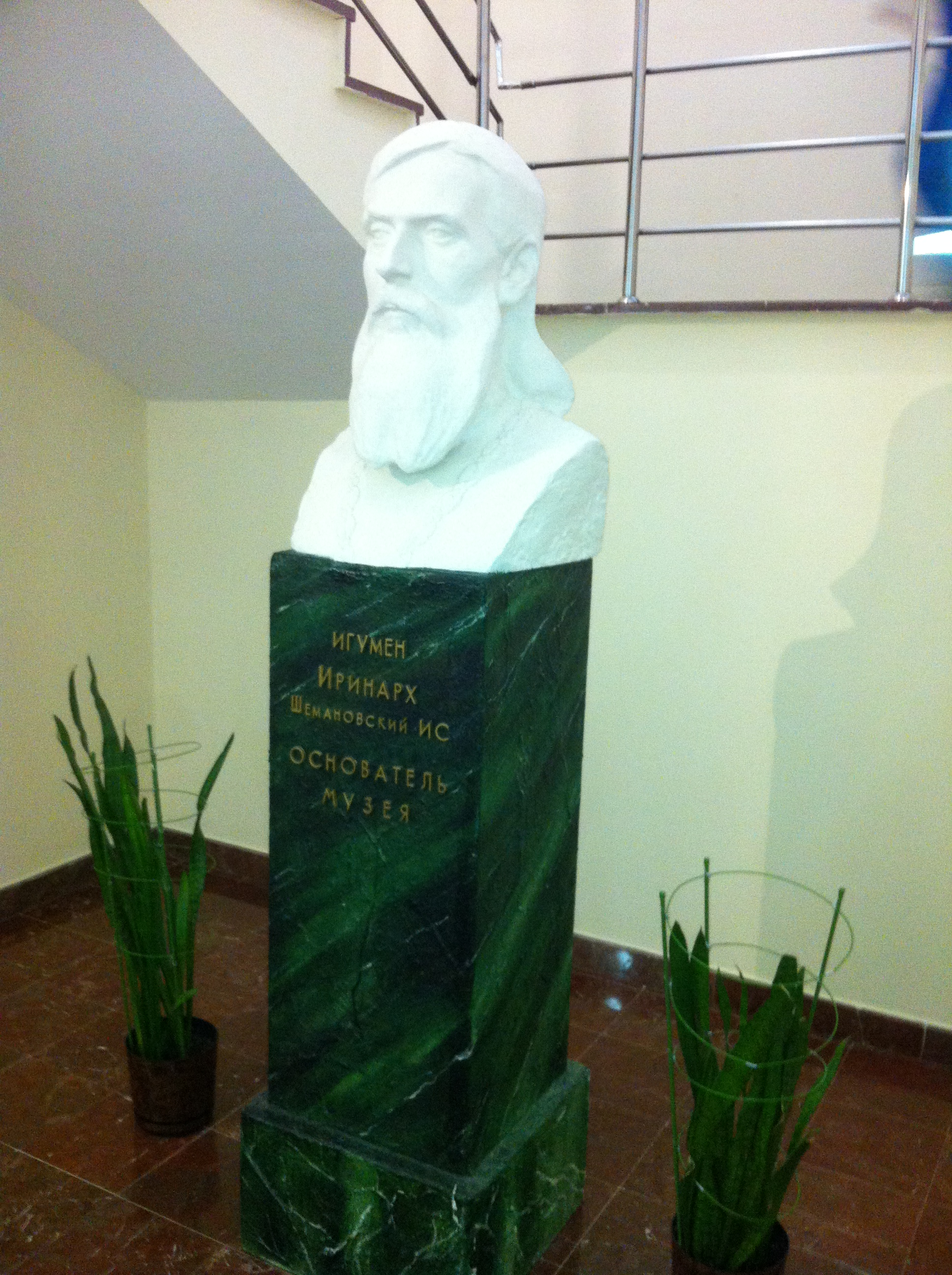
Бюст И. С. Шемановского в МВК

Музей был основан игуменом Иринархом (Шемановским) в 1906 году, как «Хранилище коллекций по этнографии инородцев Тобольского Севера». К 1909 году, в музее имелось около 200 экспонатов.
В 1961 году музей переехал в новое здание, и стал называться: Ямало-Ненецкий окружной краеведческий музей. В 1962 году была создана первая постоянная экспозиция. С 1974 года располагался в здании по улице Титова.
К 1995 году в фондах музея имелось до 30000 экспонатов. В 1996 году музею было присвоено имя его основателя — Ивана Семёновича Шемановского. В 2002 году, после объединения Ямало-Ненецкого окружного краеведческого музея им. Шемановского и Выставочного центра, музей получил современное название, и переехал в современное здание.
В настоящий момент музей имеет более 240000 различных экспонатов. В выставочном центре МВК постоянно проводятся акции, выставки, мероприятия, действуют детские клубы.
В 2021 году музей был награждён знаком отличия «Достояние Ямала».

## Экспозиция

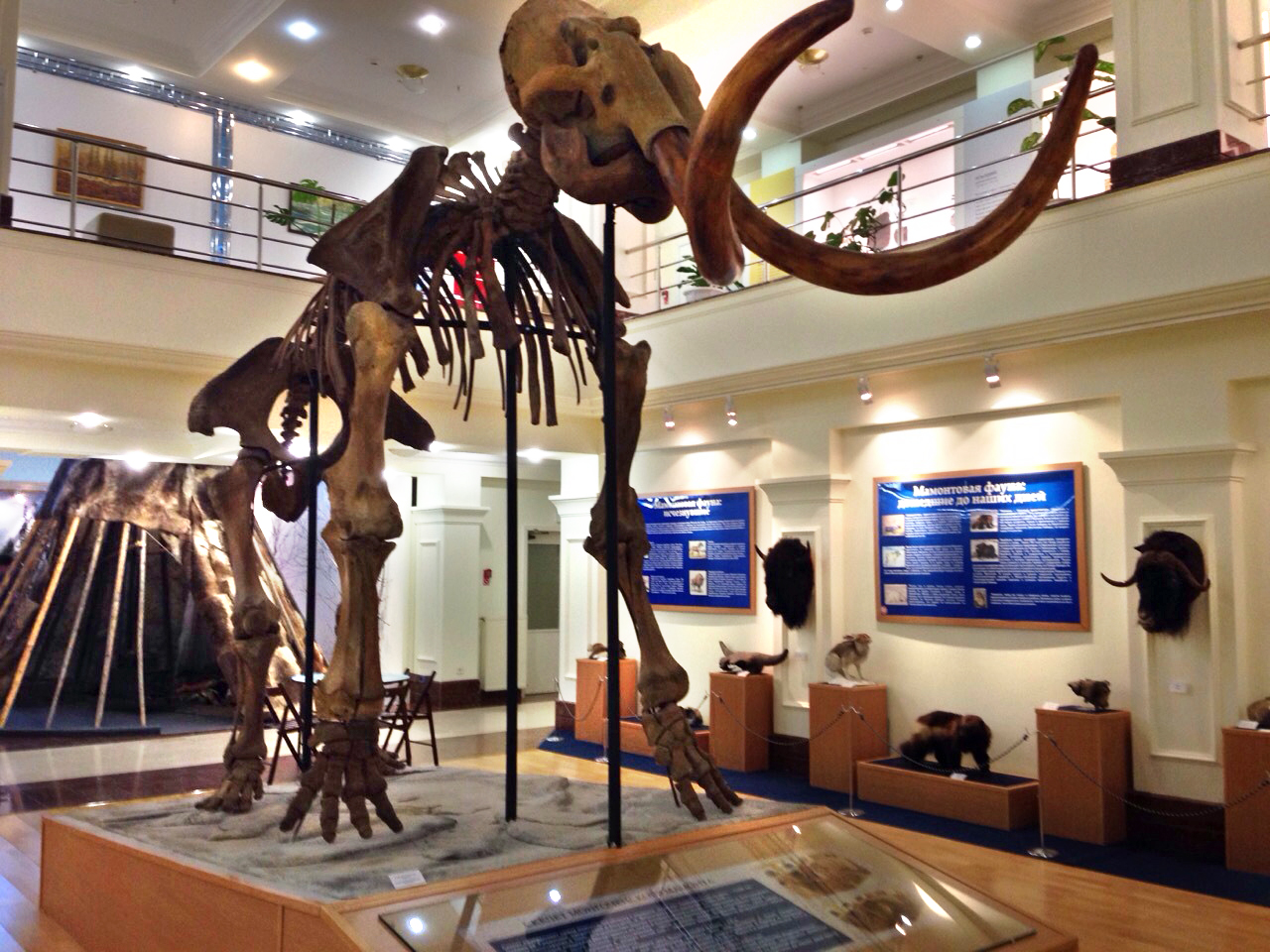
Монгоченский мамонт

В археологическом собрании МВК представлены уникальные изделия, выполненные из глины, кости, металла, камня, органических материалов, иллюстрирующие повседневную жизнь человека Севера от эпохи мезолита до Нового времени. Помимо археологической, музей имеет палеонтологическую, этнографическую, графическую, нумизматическую, живописную, историко-бытовую коллекции.
В музее экспонируется найденный в 2007 году мамонтёнок Люба — уникальный по своей сохранности экспонат. В коллекции МВК находится скелет Монгоченского мамонта, муляж найденного на Ямале мамонтёнка Маши и др. В собраниях музея огромное количество палеонтологических находок: скелетов и костей мамонтов, носорогов, древних рыб.

## Филиалы
В составе МВК им. Шемановского действует филиал — Музей-квартира Л. В. Лапцуя. Он расположен в Салехарде в доме писателя, где он проживал в 1981—1982 году. Филиал имеет постоянную экспозицию.